# تاریخ آسام
تاریخ آسام به تاریخ ایالت آسام کشور هند اشاره دارد؛ ایالتی که در شمال باختری هند قرار گرفته است.
تاریخ آسام روایت پیوند و آمیزشی است میان مردمانی که از خاور، باختر، جنوب و شمال گرد هم آمده‌اند؛ آمیزشی از فرهنگ‌های زبان‌های آستروآسیایی، زبان‌های تبتی-برمه‌ای (زبان‌های چینی-تبتی)، مردم تای و مردمان هندوآریایی. با آن‌که این سرزمین در طول تاریخ مورد تاخت‌وتاز قرار گرفته، هرگز تا پیش از سومین یورش برمه به آسام در سال ۱۸۲۱، و سپس ورود بریتانیا در ۱۸۲۴ در جریان جنگ اول انگلستان و برمه، تحت سلطه یا مستعمرهٔ قدرتی بیرونی نبود.
تاریخ آسام از منابع گوناگونی برگرفته شده است. پادشاهی آهوم در دوران میانه، سال‌نامه‌هایی به نام بورنجی به‌زبان آهوم و زبان آسامی ثبت کرده است. تاریخ آسام باستان نیز از مجموعه‌ای از کتیبه‌های کماروپا بر سنگ، لوح‌های مسی، گِل و فرمان‌های شاهانه به‌جا مانده است، که توسط پادشاهان پادشاهی کماروپا صادر می‌شد. شواهدی از تاریخ فرهنگی و باورهای دینی–اجتماعی مردم منطقه نیز در آثار دینی چون کالیکاپورانا و یوگینی تنتره یافت می‌شود، که گمان می‌رود در همین منطقه در دوران آغاز میانه یا میانه تدوین شده‌اند. آثار مکتوب جنبش نئو-وایشناو به‌ابتکار شانکارادوا نیز از دیگر منابع اصلی تاریخ این منطقه‌اند.
تاریخ آسام را می‌توان به چهار دوره تقسیم کرد. دوران باستان از سدهٔ چهارم میلادی آغاز می‌شود، زمانی که کماروپا در کتیبه‌های ستون الله‌آباد متعلق به سمودراگوپتا ذکر شده و پادشاهی کماروپا بنیان نهاده شد. دوران میانه با یورش‌های شاهی بنگاله آغاز می‌شود که نخستین آن در سال ۱۲۰۶ توسط بختیار خلجی صورت گرفت، آن‌گونه که در کتیبهٔ سنگی کانای-بوروکشیبوا آمده است؛ این حملات پس از فروپاشی پادشاهی باستان و شکل‌گیری پادشاهی‌ها و سالارنشین‌های میانه رخ داد. دوران استعمار با سلطهٔ بریتانیا پس از پیمان یاندابو در سال ۱۸۲۶ آغاز شد، و دوران پس از استعمار نیز با جنبش استقلال‌طلبی هند و استقلال کشور در سال ۱۹۴۷ شروع گردید.
در روایت‌های پادشاهی دوران میانه در آسام، پیوندی مشترک با شاکتی‌پرستی و معبد کاماخیا دیده می‌شود.
چکیدهٔ تاریخ ایالت آسام هند:
۱. دوران باستان
آسام در دوران باستان بخشی از کاماروپا بود، پادشاهی که از قرن چهارم تا دوازدهم میلادی بر درهٔ برهماپوترا و نواحی اطراف سیطره داشت.
۲. دوران میانه – آمدن اهوم و شکوفایی
از قرن سیزدهم، مردم پادشاهی اهوم از منطقه‌ای که امروز میانمار است وارد درهٔ برهماپوترا شدند و حکومت مستقلی پایه‌گذاری کردند. اهومیان تا اوایل قرن هجدهم به تدریج مناطق پائینی آسام را نیز تحت کنترل درآوردند، به اوج قدرت در عصر پادشاه رودرا سینگ (۱۶۹۶–۱۷۱۴) رسیدند، اما با ضعف ساختاری و شورش‌های داخلی (مانند شورش موماریا) و تهاجمات میانمار در اواخر قرن هجدهم تضعیف شدند.
۳. دوران استعمار – کنترل بریتانیا
در نتیجه جنگ اول انگلیس–برمه (۱۸۲۴–۱۸۲۶) و پیمان یاندابو، کنترل آسام به بریتانیا واگذار شد و مرحلهٔ استعمار بریتانیا آغاز شد. در آن دوره، سیاست‌هایی مانند ایجاد ایالت جداگانه از بنگال (۱۸۷۴)، جذب گستردهٔ نیروی کار از بنگال شرقی و توسعهٔ صنعت چای و استخراج نفت، تحولات اجتماعی و اقتصادی عمیقی را رقم زدند.
۴. دوران پس از استقلال – تشکیل ایالت‌های جدید و تنش‌های اجتماعی
پس از استقلال هند در سال ۱۹۴۷، آسام به عنوان ایالتی وسیع‌تر باقی ماند، اما از دهه ۱۹۶۰ به بعد، ایالت‌های ناگالند، مگالایا، میزورام و آروناچال پراِدش از بخش‌های آن جدا شدند. در دهه ۱۹۸۰، با ظهور آسیب‌های ناشی از مهاجرت از بنگلادش و تنش‌های قومیتی، جنبش گسترده‌ای با عنوان جنبش آسام شکل گرفت که منجر به اعتراضات، خشونت و تشکیل گروه‌های مسلحی مانند ULFA شد. در نهایت بخشی از گروه ULFA در سال ۲۰۲۳ توافق صلح امضا کرد.
مشروح تاریخ آسام:

## پیشاتاریخ

### فرهنگ‌های پارینه‌سنگی
نخستین ساکنان این منطقه به دورهٔ چیبانین (۷۸۱٬۰۰۰ تا ۱۲۶٬۰۰۰ سال پیش) در درهٔ رونگرام در تپه‌های گارو نسبت داده می‌شوند. جایگاه‌های پارینه‌سنگی که ابزارهایی چون تبر و چاقوی دستی به‌کار می‌بردند، با فرهنگ اَبِویلیو–آشولی پیوند دارند. از دیگر جایگاه‌های پارینه‌سنگی می‌توان به نواحی دافابوم در بخش لوهیت در آروناچال پرادش اشاره کرد، که ابزارهای سنگی از سنگ‌های دگرگونی به‌کار برده‌اند. جایگاه‌های غارمحور در خنگ‌خوی واقع در اوکهرول در مانیپور به پلیستوسن پسین نسبت داده شده‌اند.
در درهٔ رونگرام در تپه‌های گارو، نشانه‌هایی از فرهنگ خُردسنگی در لایه‌ای میان خاک بکر و لایه‌های نوسنگی وجود دارد. ابزارهای خردسنگی این منطقه برخلاف دیگر نقاط هند از دیاباز ساخته شده‌اند. خرده‌سفال‌های ابتدایی دست‌ساز گواهی می‌دهد که مردمان این فرهنگ، شکارچی و گردآورندهٔ خوراک بوده‌اند.

### فرهنگ‌های نوسنگی
فرهنگ‌های نخستین دوران نوسنگی که بر تبرهای تراش‌خوردهٔ یک‌سویه در تپه‌های گارو استوار بودند، با فرهنگ هوابینی شباهت دارند و گمان می‌رود که این منطقه نقطهٔ تماس فرهنگ‌های هند و جنوب شرق آسیا بوده باشد.
فرهنگ‌های نوسنگی متأخر با گسترش مردمان زبان‌های آستروآسیایی از مالزی و درهٔ رود ایراوادی و نیز تحولات نوسنگی متأخر در چین شمالی و جنوبی خویشاوندی دارند. از آن‌جا که این فرهنگ‌ها متعلق به ۴۵۰۰ تا ۴۰۰۰ پیش از میلاد هستند، جایگاه‌های نوسنگی آسام نیز به همین بازهٔ زمانی نسبت داده می‌شوند.
اگرچه این جایگاه‌های نوسنگی پراکندگی گسترده‌ای دارند، اما اغلب در نواحی مرتفع و کوهستانی جای گرفته‌اند، شاید به‌دلیل خطر سیلاب‌ها. این فرهنگ‌ها از روش کشاورزی نوبتی موسوم به «جوم» استفاده می‌کردند، که هنوز در برخی جوامع این منطقه رایج است. از جایگاه‌های شاخص می‌توان به دائوجالی هادینگ در بخش دیما، ساروتارو در بخش کامروپ و سل‌باگیری در تپه‌های گارو اشاره کرد.

### عصر فلز
هیچ نشانهٔ باستان‌شناختی از فرهنگ عصر مس-برنز یا عصر آهن در این منطقه یافت نشده است. این خلأ با توجه به وجود این فرهنگ‌ها در بنگال و جنوب شرق آسیا عجیب می‌نماید. تنها می‌توان گمان برد که جایگاه‌هایی از عصر فلز در این منطقه وجود دارند که هنوز کشف نشده‌اند.

### فرهنگ‌های خرسنگی
با آن‌که نشانه‌های عصر فلز در آسام دیده نمی‌شود، فرهنگ خرسنگی عصر آهن در جنوب هند در این منطقه پژواک یافته است. این فرهنگ در آسام از اواخر هزارهٔ دوم پیش از میلاد ظهور می‌یابد و هنوز در میان خاسی‌ها و مردم ناگا تداوم دارد. پیوند آن با جنوب شرق آسیاست. این فرهنگ خرسنگی، زمینه‌ساز آیین‌های باروری، شاکتی‌پرستی و وجره‌یانه بود که بعدها پدید آمدند.

## آسام باستان (۳۵۰–۱۲۰۶ میلادی)

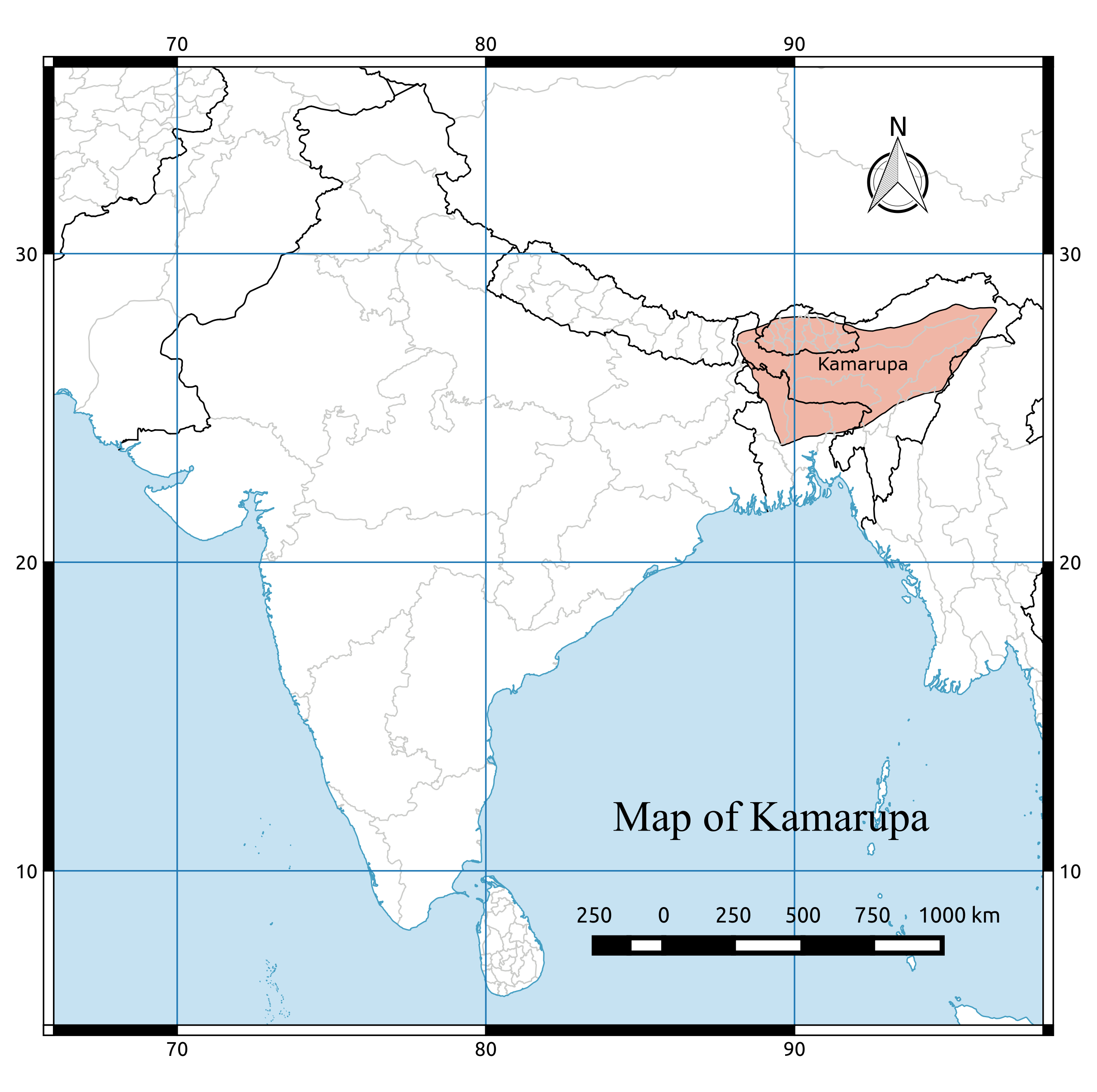
قلمرو سنتی پادشاهی کماروپا

تاریخ مکتوب آسام با پایه‌گذاری سلسله ورمن به‌دست پوشیاورمن در سدهٔ چهارم میلادی در پادشاهی کماروپا آغاز می‌شود که آغازی بر دوران آسام باستان است. این پادشاهی از رود کاراتویا در باختر تا سادیا در خاور گسترش یافت. این سلسله و دو دودمان پس از آن، نسب خود را به ناراکاسورا افسانه‌ای می‌رساندند. این پادشاهی در دوران بهاسکارورمن در سدهٔ هفتم به اوج خود رسید. هیون تسانگ از دربار او دیدن کرد و گزارشی مهم بر جای گذاشت. بهاسکارورمن بی‌وارث درگذشت و ادارهٔ کشور به سالاستانبها سپرده شد، که سلسله ملاچ را بنیان نهاد. پس از سقوط این سلسله در اواخر سدهٔ نهم، پادشاهی به برهماپالا سپرده شد، که سلسله پالا (کماروپا) را بنیاد گذاشت. واپسین شاه پالا در سال ۱۱۱۰ توسط راماپالا از شاهان گاومیش هندی برکنار شد. اما دو پادشاه بعدی، تیمگیادوا و وایدیادوا، گرچه توسط شاهان گور گمارده شده بودند، عملاً مستقل فرمان راندند و فرامینی با مُهرهای سنتی کماروپا صادر کردند. با سقوط این شاهان و ظهور پادشاهی‌های گوناگون در سدهٔ دوازدهم، که جای کماروپا را گرفتند، دوران آسام باستان به پایان رسید.

## آسام در دوران میانه (۱۲۰۶–۱۸۲۶)

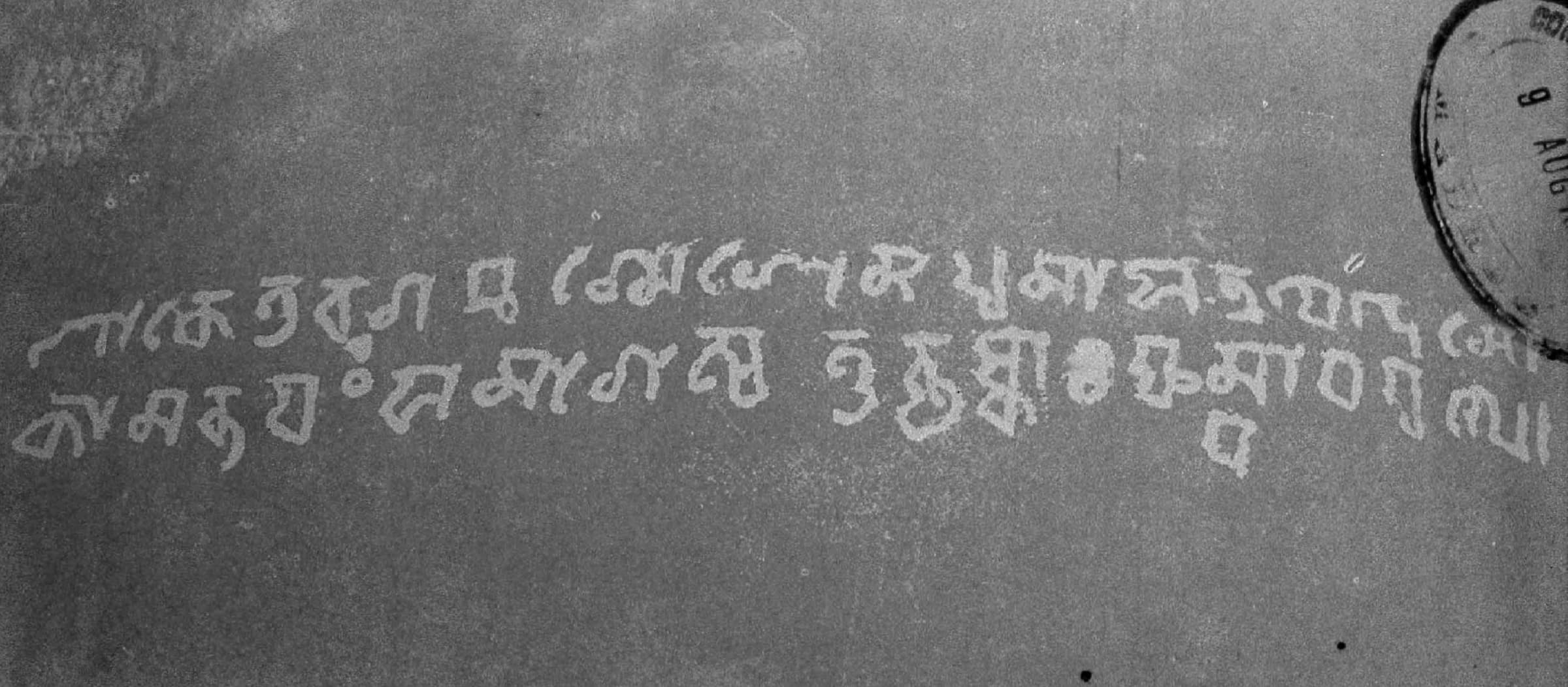
کتیبهٔ سنگی «کنای باراکسیبوا» مربوط به سال ۱۲۰۶ که آغاز دوران میانه در آسام را نشان می‌دهد. در همین سال نخستین حملهٔ مسلمانان توسط بختیار خلجی انجام شد.

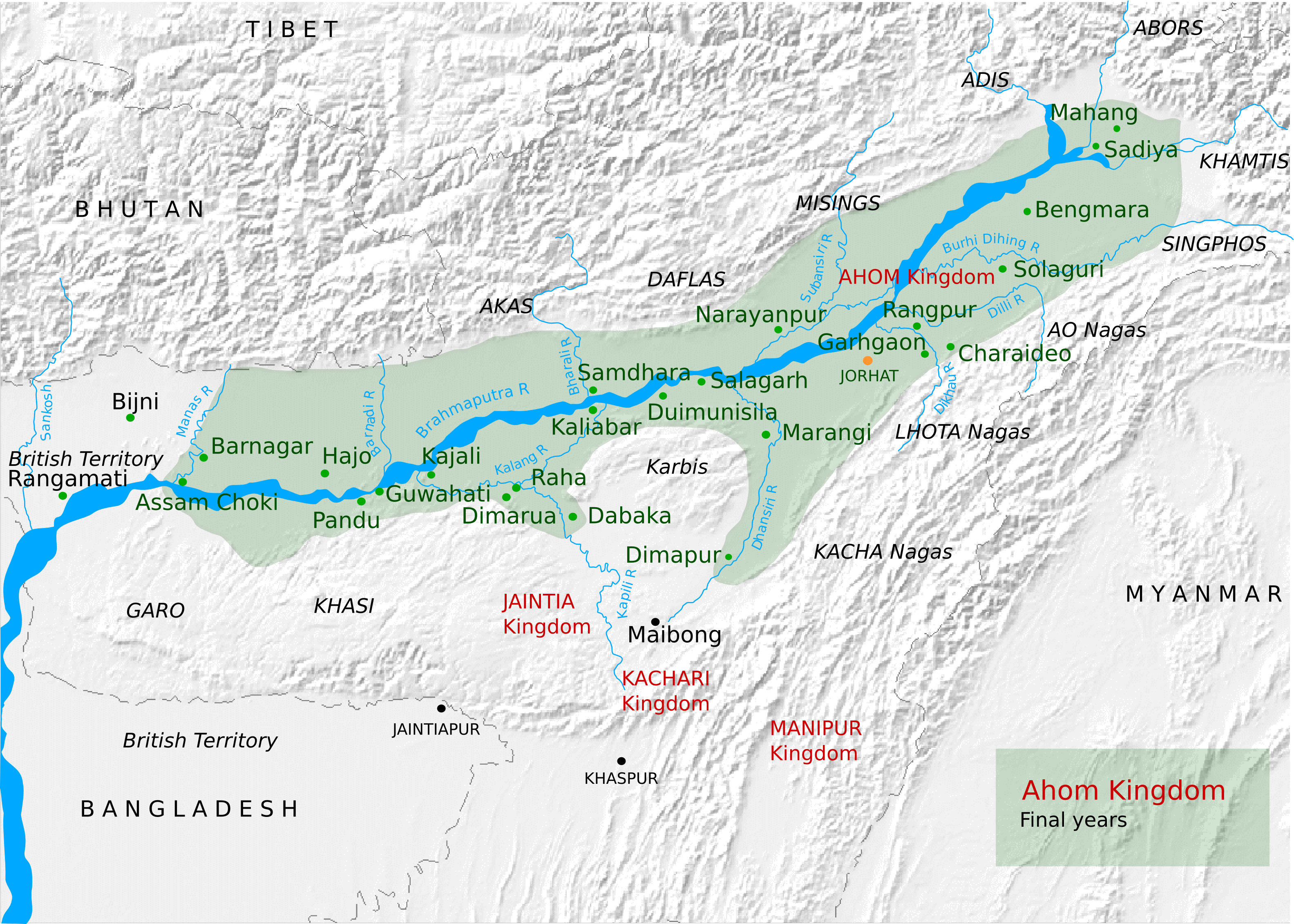
پادشاهی آهوم، حدود سال ۱۸۲۶

در میانهٔ سدهٔ سیزدهم میلادی، «ساندیا»، پادشاهی از کاماروپانگارا، پایتخت خود را به کاماتاپور منتقل کرد و بدین ترتیب پادشاهی کاماتا را بنیان نهاد. این انتقال به‌دلیل حمله‌های اهالی بنگال صورت گرفت. واپسین پادشاهان کاماتا، خاندان «خِن» بودند که در سال ۱۴۹۸ توسط علاءالدین حسین شاه سرنگون شدند. اما حسین شاه و جانشینانش نتوانستند حکومت خود را در کاماتا تثبیت کنند، عمدتاً به‌دلیل شورش سران بویان که بازمانده‌ای از دستگاه اداری کاماروپا بودند و نیز مقاومت سایر گروه‌های محلی. در آغاز سدهٔ شانزدهم، ویشوا سینگها از قوم کوچ، دودمان کوچ را در قلمرو کاماتا بنیان نهاد. این دودمان در دوران حکومت پسرانش، نارا نارایان و چیلالاری به اوج قدرت رسید.
در بخش شرقی آسام امروزی، پادشاهی کاچاری (در کرانهٔ جنوبی رود براهماپوترا در مرکز آسام) و چوتیا (در کرانهٔ شمالی همان رودخانه در شرق آسام) پدید آمدند، در حالی که برخی سران بویان کنترل مناطقی در غرب پادشاهی چوتیا را در دست داشتند. در ناحیه‌ای میان دو پادشاهی کاچاری و چوتیا، گروهی از قوم شان به رهبری سوکافا، پادشاهی آهوم را پایه‌گذاری کردند. سدهٔ شانزدهم میلادی، دوره‌ای کلیدی در تاریخ دوران میانهٔ آسام بود، زیرا آهوم‌ها (که پادشاهی بوتیا را ضمیمه کردند و پادشاهی کاچاری را از مرکز آسام راندند) در شرق، کوچ‌ها در غرب، و نیز گسترش آیین اکه‌سارانا دارما که توسط سریمانتا سانکاردهوا بنیان نهاده شد، همگی در این دوره رخ دادند. پس از مرگ نارا نارایان از دودمان کوچ در اواخر سدهٔ شانزدهم، پادشاهی کاماتا به دو بخش کوچ بیهار در غرب و کوچ‌هاجو در شرق تقسیم شد. رقابت میان این دو پادشاهی باعث شد اولی با گورکانیان متحد شود و دومی با آهوم‌ها. بخش بزرگی از سدهٔ هفدهم صرف نبردهای آهوم-گورکانی شد که در آن، آهوم‌ها از گسترش قلمرو گورکانیان جلوگیری کردند. اوج این مقاومت، نبرد سارای‌غات در سال ۱۶۷۱ بود که در نهایت با شکست گورکانیان در ایتاخولی در گوآهاتی در سال ۱۶۸۲ پایان یافت. آهوم‌ها تا سال ۱۸۲۶ مرز غربی خود را تا رودخانهٔ ماناس گسترش دادند. با آن‌که پادشاهی آهوم خود را وارث شکوه پادشاهی باستانی کاماروپا می‌دانست و آرزوی گسترش تا رود کاراتویا را داشت، هرگز موفق به تحقق این هدف نشد؛ هرچند ژنرال «تون خام» در دوران سوهونگ‌مونگ برای یک‌بار تا آن منطقه پیش‌روی کرد، هنگامی که ارتشی مهاجم را تعقیب می‌کرد.

گسترش پادشاهی آهوم در درهٔ براهماپوترا و تغییر ساختارهای سیاسی منطقه

پس از رسیدن پادشاهی آهوم به اوج قدرت، در سدهٔ هجدهم شورش‌هایی درون پادشاهی رخ داد، از جمله شورش موآموریا که موجب فروپاشی موقت حکومت آهوم‌ها شد. هرچند آهوم‌ها دوباره قدرت را به دست گرفتند، با مشکلات بسیاری مواجه بودند. این ضعف‌ها زمینه‌ساز تهاجم برمه به آسام در اوایل سدهٔ نوزدهم شد. با شکست برمه‌ای‌ها در نخستین جنگ انگلستان و برمه و امضای پیمان یندابو، آسام به‌دست بریتانیا افتاد و بدین‌ترتیب دوران میانه پایان یافت.

## آسام در دوران استعمار (۱۸۲۶–۱۹۴۷)
دهقانان که زیر فشار انحصار تریاک و رباخواری از سوی وام‌دهندگان گرفتار بودند، بار دیگر دست به شورش زدند. بسیاری از «رایز مل‌ها» (گردهمایی‌های مردمی) تصمیم گرفتند مالیات‌ها را نپردازند. این اعتراض‌ها در سال ۱۸۹۴ با حملهٔ سرنیزه‌ای به معترضان در منطقهٔ پاتاروگات به اوج رسید. در این رویداد حدود ۱۴۰ نفر کشته شدند و در سرکوبی خشونت‌آمیز پس از آن، مردم روستاها شکنجه شدند و اموال‌شان تخریب یا غارت شد. در سال ۱۹۰۳، «انجمن آسام» با دبیری «مانیک چندرا باروآه» بنیان‌گذاری شد.
بنگال شرقی و آسام تحت فرماندار کل (۱۹۰۶–۱۹۱۲): در پی تقسیم بنگال (۱۹۰۵), بنگال شرقی به منطقهٔ تحت نظارت کمیسر ارشد اضافه شد. این منطقهٔ جدید که اکنون زیر نظر یک «فرماندار کل» اداره می‌شد، پایتختش داکا بود. این استان دارای شورایی مقننه با ۱۵ عضو بود که دو کرسی آن به آسام اختصاص داشت. اعضای این کرسی‌ها توسط گروه‌هایی از نهادهای عمومی به‌صورت گردشی معرفی می‌شدند، نه انتخاب.
تقسیم بنگال (۱۹۰۵) در بنگال با مخالفت شدید روبه‌رو شد و مردم آسام نیز از آن خرسند نبودند. در نهایت، این تقسیم در سال ۱۹۱۱ با فرمان سلطنتی لغو شد. جنبش سوادشی (۱۹۰۵–۱۹۰۸) که در این دوره آغاز شد، تأثیر چندانی در آسام نگذاشت، هرچند بر برخی افراد، از جمله آمبیکگیری رای‌چودری اثرگذار بود.
از سال ۱۹۰۵، دهقانانی از بنگال شرقی به نواحی رودخانه‌ای (چارها) در درهٔ رود براهماپوترا کوچ کردند. این روند با تشویق دولت استعماری برای افزایش تولید کشاورزی انجام شد و در تحقق این هدف نیز موفق بودند. بین سال‌های ۱۹۰۵ تا ۱۹۲۱، جمعیت مهاجران از بنگال شرقی چهار برابر شد. این مهاجرت حتی پس از دوران استعمار نیز ادامه یافت و به جنبش آسام در سال ۱۹۷۹ انجامید.
شورای قانون‌گذاری آسام (۱۹۱۲–۱۹۲۰): واحد اداری دوباره به حالت استان تحت کمیسر ارشد (شامل آسام و سلهت) بازگشت و شورایی قانون‌گذاری به آن افزوده شد. این شورا ۲۵ عضو داشت که کمیسر ارشد و ۱۳ عضو انتصابی، اکثریت آن را تشکیل می‌دادند. سایر اعضا توسط نهادهای عمومی محلی مانند شهرداری‌ها، هیئت‌های محلی، مالکان زمین، باغ‌داران چای و مسلمانان انتخاب می‌شدند.
با گسترش جنبش عدم همکاری، انجمن آسام به‌آهستگی به کنگره ایالتی آسام بدل شد و در سال‌های ۱۹۲۰–۲۱ دارای ۵ کرسی در کمیتهٔ کنگره سراسری هند شد.
حکومت دوقلو (۱۹۲۱–۱۹۳۷): طبق قانون دولت هند ۱۹۱۹، شمار اعضای شورای قانون‌گذاری آسام به ۵۳ تن افزایش یافت که ۳۳ تن از آنان توسط حوزه‌های خاص انتخاب می‌شدند. اختیارات شورا نیز افزایش یافت، اما در عمل، گروه رسمی شامل اروپایی‌ها و اعضای انتصابی، نفوذ بیشتری داشتند.
مجلس قانون‌گذاری آسام (۱۹۳۷–۱۹۴۷): طبق قانون دولت هند ۱۹۳۵، شورا به مجلسی با ۱۰۸ عضو گسترش یافت و اختیارات بیشتری به آن داده شد. این دوره شاهد ظهور ناگهانی گوپینات بوردولوی و محمد سعادالله و کشمکش آن‌ها بر سر قدرت و نفوذ بود.

## آسام پس از دوران استعمار (۱۹۴۷–تاکنون)
در سال ۱۹۷۹، آسام به صحنهٔ جنبش آسام (یا جنبش ضد مهاجرت) تبدیل شد؛ جنبشی مردمی علیه مهاجرت غیرقانونی. این جنبش به رهبری اتحادیهٔ دانشجویان سراسر آسام و شورای مبارزه مردم آسام، برنامه‌ای اعتراضی تنظیم کرد تا دولت را به شناسایی و اخراج مهاجران غیرقانونی و جلوگیری از ورود مهاجران جدید وادارد. بیشتر برنامه‌های اعتراضی به‌صورت غیرخشونت‌آمیز برگزار شد، اما رویدادهایی خشونت‌بار نیز رخ داد، مانند کشتار نلی که در آن بیش از ۳٬۰۰۰ تن (و طبق برخی منابع غیررسمی، ۱۰٬۰۰۰ نفر) از مسلمانان بنگالی‌زبان در ناحیهٔ ناؤگان قتل‌عام شدند. این جنبش در سال ۱۹۸۵ با امضای توافق‌نامهٔ آسام میان رهبران جنبش و دولت هند پایان یافت. رهبران جنبش، حزب سیاسی پارلمان خلق آسام را تأسیس کردند که در انتخابات ایالتی ۱۹۸۵ به قدرت رسید.
در سال ۲۰۱۲ شورش‌هایی خشونت‌بار میان بومیان به رهبری شاخهٔ افراطی جبهه دموکراتیک ملی بودو و مسلمانان اقلیت در منطقهٔ خودمختار بودولند رخ داد. این رویدادها که ریشه در مهاجرت از بنگلادش داشتند، بیش از ۸۵ کشته و آوارگی حدود ۴۰۰٬۰۰۰ نفر بر جای گذاشت.
در مجموع، آسام دارای ۳۵ ناحیه است. از نظر جمعیت، ناحیهٔ ناؤگان پرجمعیت‌ترین و دیما هاساو کم‌جمعیت‌ترین است. از نظر وسعت، کاربی آنگلونگ بزرگ‌ترین ناحیه و کامروپ شهری کوچک‌ترین ناحیهٔ ایالت است.

## نگارخانه

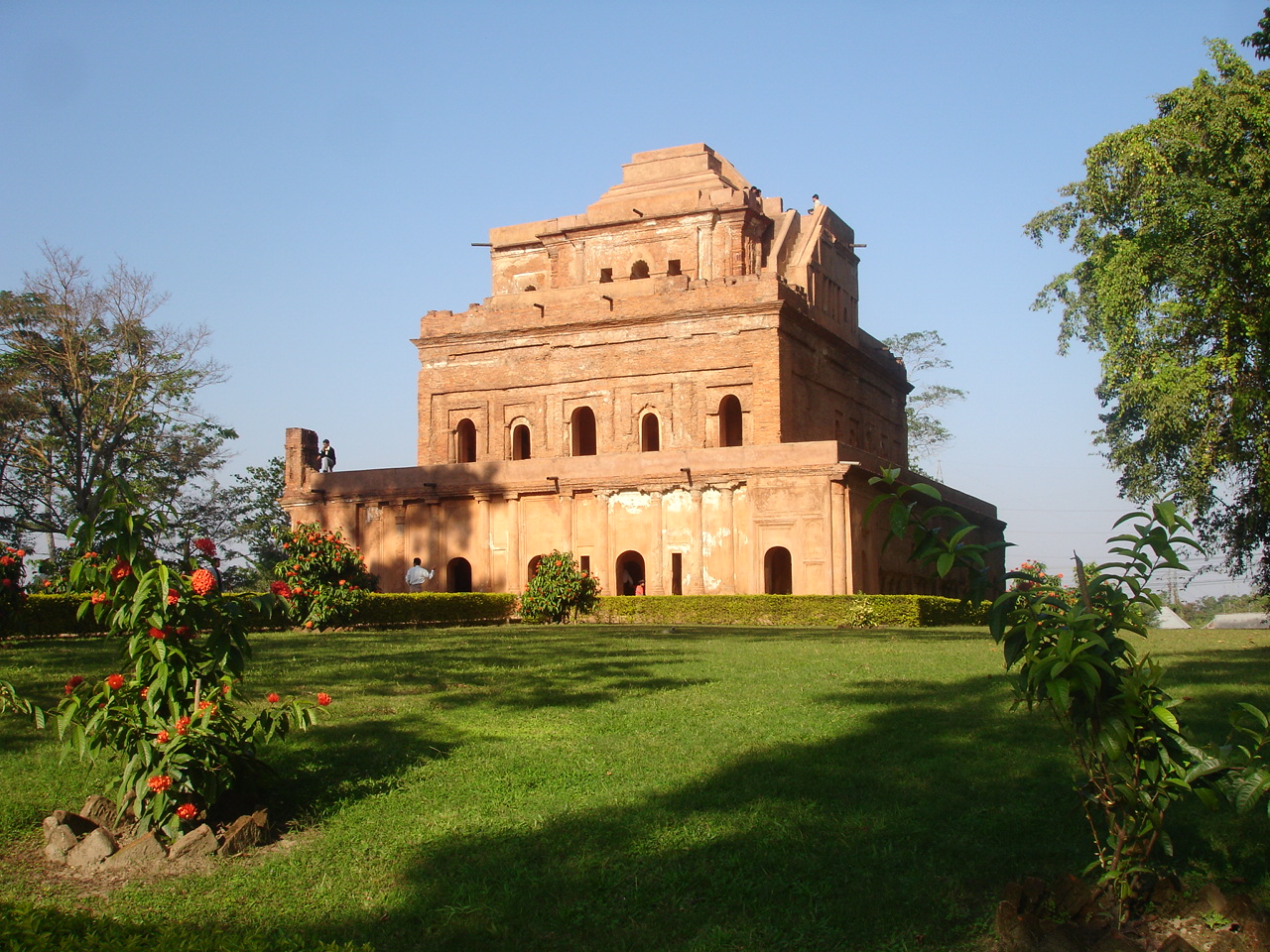
کارِنگ‌گَر، کاخ پادشاهان آهوم در پایتخت پیشین گارگاوان
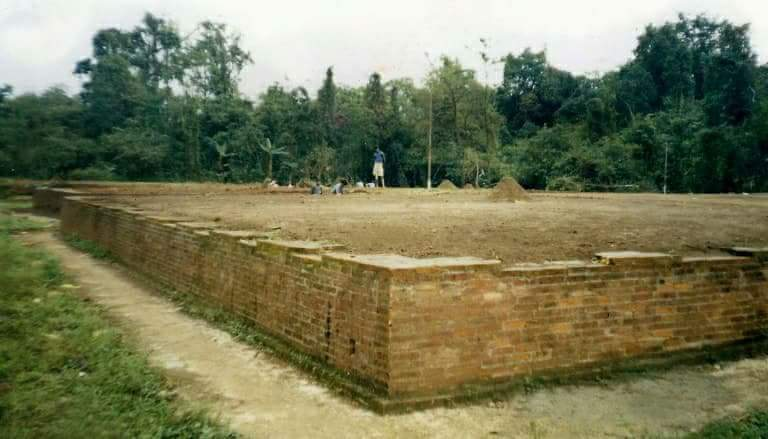
ویرانه‌های کاخ سلطنتی چوتیا در بیسماکن‌نگار
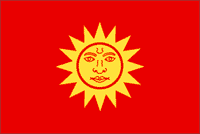
نشان خاندان سلطنتی پادشاهی کوچ
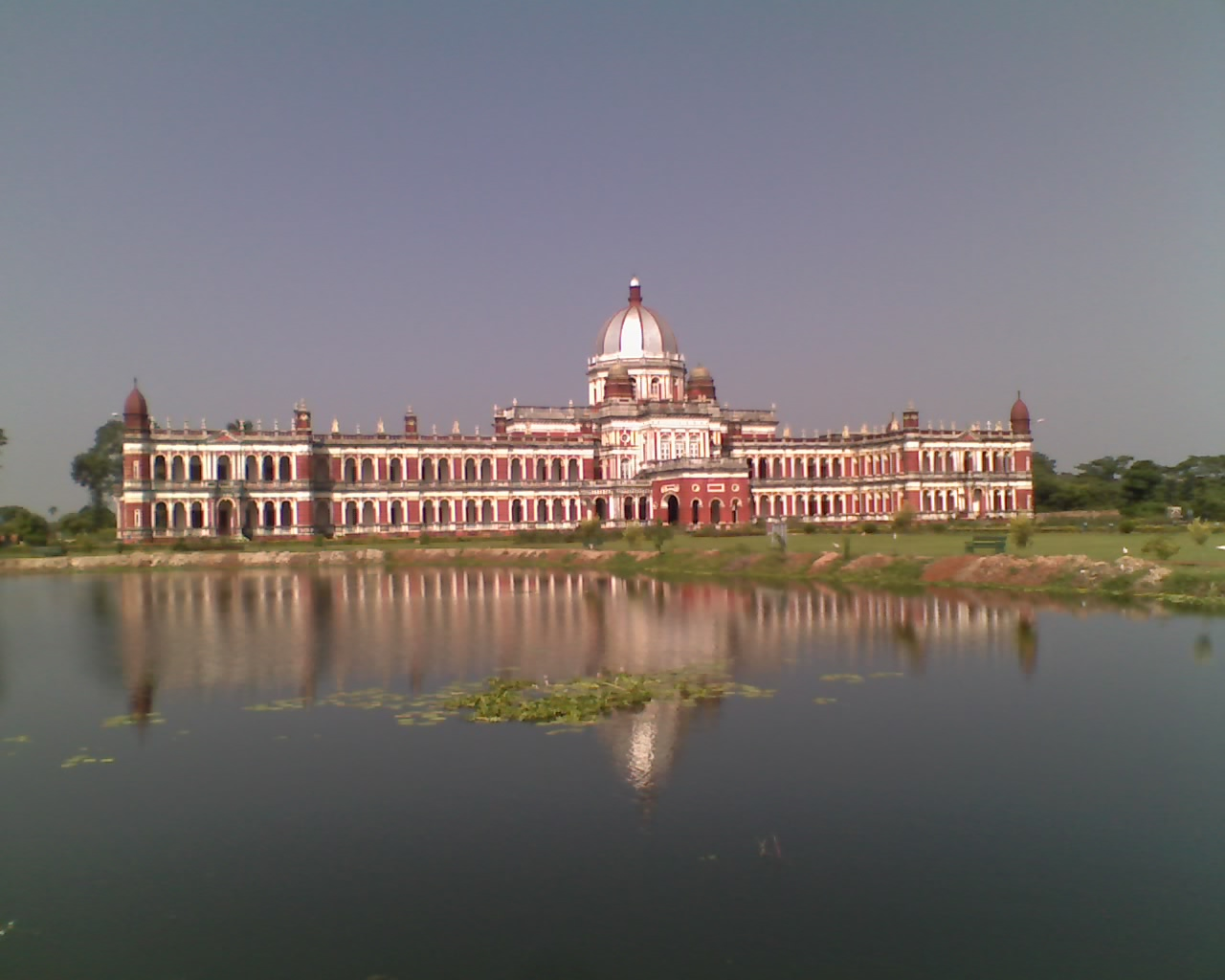
کاخ سلطنتی کوچ
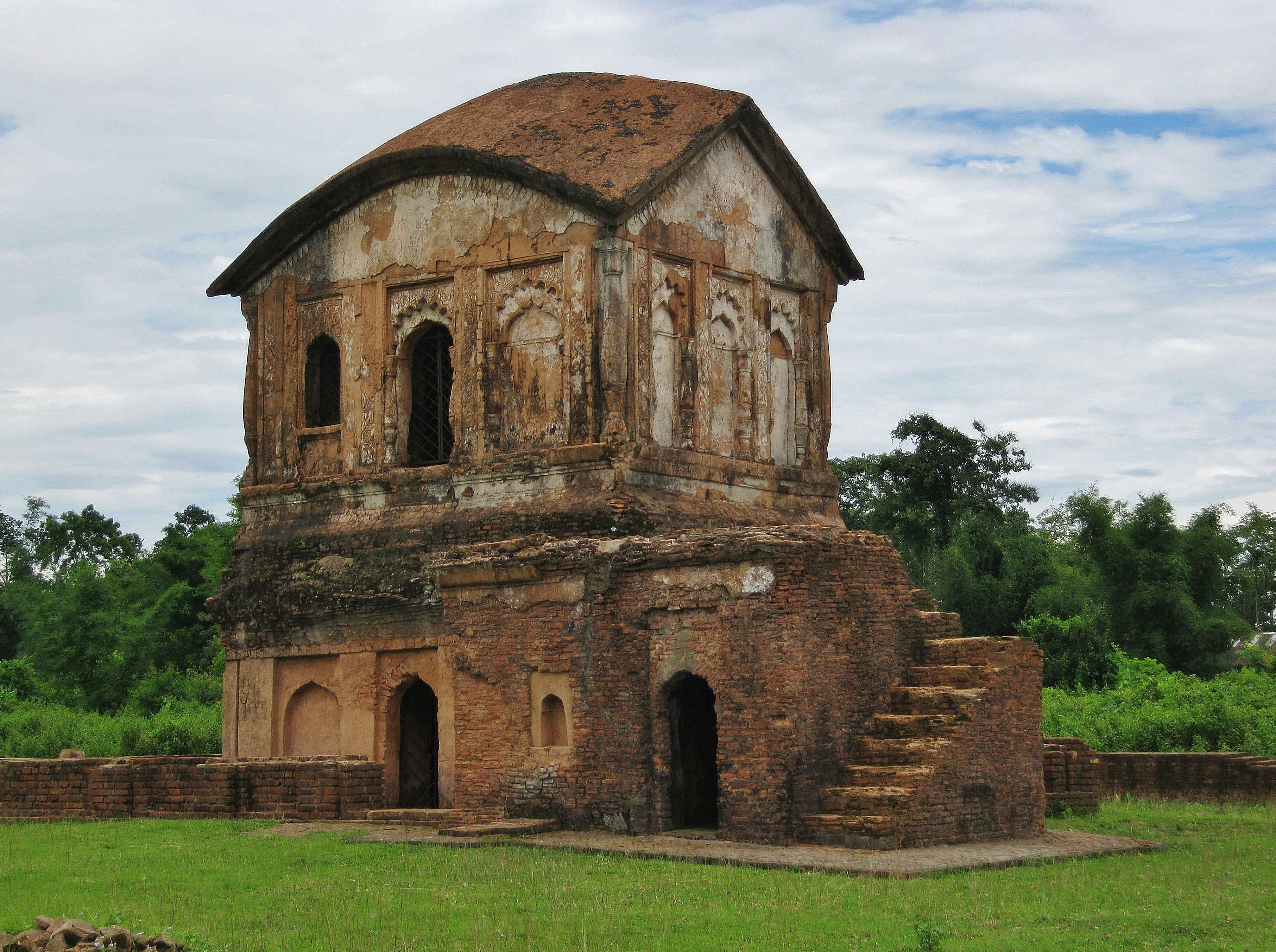
ویرانه‌های کاخ دیمسا

## نگارخانهٔ پادشاهان آسام

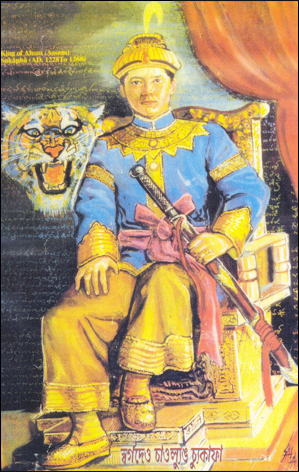
نخستین پادشاه پادشاهی آهوم چائولونگ سیوکافا
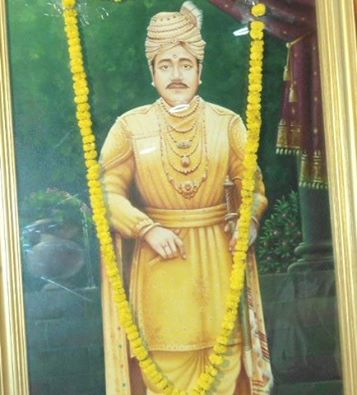
آخرین پادشاه دیمسا، گوویندا چندرا هاسنو
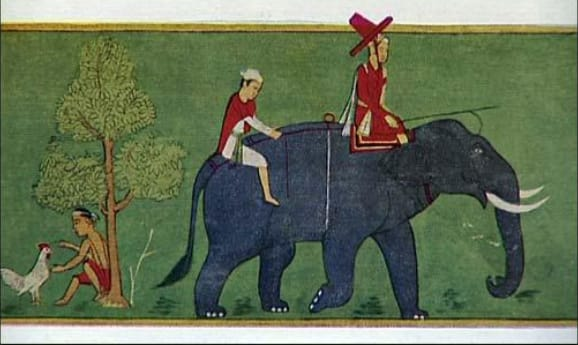
شیوا سینگها در حال سواری بر فیل
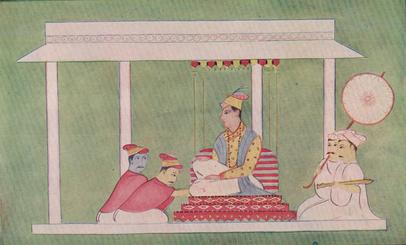
رودرا سینگها در بارگاه